# مو هوارد
مو هوارد (25 أغسطس 1954 بفيلادلفيا في الولايات المتحدة - ) (بالإنجليزية: Mo Howard)‏ هو لاعب كرة سلة أمريكي في مركز مدافع مسدد الهدف. لعب مع كليفلاند كافالييرز.

## وصلات خارجية
- مو هوارد على موقع إن بي أي (الإنجليزية)
- مو هوارد على موقع سبورتس رفرنس (الإنجليزية)
- مو هوارد على موقع كلية كرة السلة في سبورتس رفرنس.كوم (الإنجليزية)
- مو هوارد على موقع ريلجم (الإنجليزية)
- مو هوارد على موقع بروبوليرز (الإنجليزية)